# 이탈리아 공화국 공로장
이탈리아 공화국 공로장(이탈리아어: Ordine al merito della Repubblica Italiana, OMRI)은 이탈리아의 훈장으로, 1951년 제정되었다. 기사단(ordine) 형식을 취하고 각 분야에서 공로가 있는 개인에 대해 대통령이 수여한다. 외국인에게도 적극적으로 수여한다.

## 등급
| 약장            | 약장          | 훈등   | 훈등 | 수상자                                                                                |
| (1951년–2001년) | (2001년 이후) | 훈등   | 훈등 |                                                                                       |
| --------------- | ------------- | ------ | --- | ------------------------------------------------------------------------------------- |
|                 |               | 특등장 | 이탈리아 공화국 공로장 대십자대수장 기사 이탈리아어: Cavaliere di Gran Croce Decorato di Gran Cordone Ordine al Merito della Repubblica Italiana | 특등장은 자국 및 타국의 국가원수나 그에 준하는 인사에게 관례 혹은 외교 수단으로 준다. |
|                 |               | 1등장  | 이탈리아 공화국 공로장 대십자장 기사 이탈리아어: Cavaliere di Gran Croce Ordine al Merito della Repubblica Italiana                              | 8,814                                                                                 |
|                 |               | 2등장  | 이탈리아 공화국 공로장 대장군장 이탈리아어: Grande Ufficiale Ordine al Merito della Repubblica Italiana                                          | 24,170                                                                                |
|                 |               | 3등장  | 이탈리아 공화국 공로장 사령관장 이탈리아어: Commendatore Ordine al Merito della Repubblica Italiana                                              | 45,843                                                                                |
|                 |               | 4등장  | 이탈리아 공화국 공로장 장교장 이탈리아어: Ufficiale Ordine al Merito della Repubblica Italiana                                                   | 29,765                                                                                |
|                 |               | 5등장  | 이탈리아 공화국 공로장 기사장 이탈리아어: Cavaliere Ordine al Merito della Repubblica Italiana                                                   | 127,654                                                                               |

## 대표적인 수훈자

### 1등급
- 엔초 페라리 (1979년)
- 카를로 루비아 (1984년)
- 클라우디오 아바도 (1984년)
- 페데리코 펠리니 (1987년)
- 루치아노 파바로티 (1988년)
- 렌초 피아노 (1990년)
- 리카르도 무티 (1990년)
- 소피아 로렌 (1996년)
- 움베르토 에코 (1996년)
- 리카르도 샤이 (1998년)
- 마우리치오 폴리니 (2000년)
- 스티븐 스필버그 (2003년, 외국인)
- 로베르토 베니니 (2005년)
- 다니엘 바렌보임 (2007년, 외국인)
- 엔니오 모리코네 (2017년)

### 2등급
- 헤르베르트 폰 카라얀 (1960년, 외국인)
- 프란코 체피렐리 (1977년)
- 프랭크 시나트라 (1977년, 외국인)
- 베르나르도 베르톨루치 (1988년)
- 조르조 페를라스카 (1991년)
- 난니 모레티 (1996년)
- 디노 초프 (2000년)
- 조반나 랄리 (2003년)
- 안드레아 보첼리 (2006년)
- 라인홀트 메스너 (2014년)
- 주세페 토르나토레 (2014년)
- 클라우디오 라니에리 (2016년)
- 정명훈 (2022년, 외국인)

### 3등급
- 지아니 베르사체 (1986년)
- 헨리 맨시니 (1994년, 외국인)
- 조르조 모로더 (2005년)
- 라우라 파우시니 (2006년)
- 마르첼로 리피 (2006년)
- 마리오 안드레티 (2006년)
- 에로스 라마초티 (2006년)
- 밀바 (2007년)
- 아리고 사키 (2012년)

### 4등급
- 김연준 (1991년, 외국인)
- 프란코 바레시 (1991년)
- 파올로 말디니 (2000년)
- 지안프랑코 졸라 (2003년)
- 알레산드로 네스타 (2006년)
- 알레산드로 델 피에로 (2006년)
- 잔루이지 부폰 (2006년)
- 파비오 칸나바로 (2006년)
- 젠나로 가투소 (2006년)
- 프란체스코 토티 (2006년)
- 필리포 인자기 (2006년)
- 안드레아 피를로 (2006년)

### 5등급
- 체칠리아 바르톨리 (2003년)
- 신일희 (2016년, 외국인)
- 알레산드로 플로렌치 (2021년)